# Alex O'Brien
Alex O'Brien (Amarillo, 13 de junho de 1970) é um ex-tenista profissional estadunidense.

## Grand Slam Finais

### Duplas (1 título, 3 vices)
| Posição | Ano  | Campeonato          | Piso | Parceiro         | Oponentes                      | Placar             |
| Vice    | 1995 | U.S. Open           | Duro | Sandon Stolle    | Todd Woodbridge Mark Woodforde | 3–6, 3–6           |
| Vice    | 1996 | Australian Open     | Duro | Sébastien Lareau | Stefan Edberg Petr Korda       | 5–7, 5–7, 6–4, 1–6 |
| Vice    | 1997 | Australian Open (2) | Duro | Sébastien Lareau | Todd Woodbridge Mark Woodforde | 6–4, 5–7, 5–7, 3–6 |
| Campeão | 1999 | U.S. Open           | Duro | Sébastien Lareau | Mahesh Bhupathi Leander Paes   | 7–6(9–7), 6–4      |